# I-Wata-Jinga
Der I-Wata-Jinga ist ein Tomahawk aus Nordamerika.

## Beschreibung
Der I-Wata-Jinga hat einen Schlagkopf, der aus einem Quarzstein gefertigt ist. Der ovale Stein wird an beiden Enden spitz gearbeitet und dann in einen Streifen rohe Bisonhaut eingenäht. Der Schlagkopf wird an dem Griffstück aus Holz befestigt und das Griffstück wird oft ebenfalls mit der rohen Haut umwickelt. Das Griffstück wird zur Dekoration mit Pferdehaaren und/oder Metallschellen verziert. Diese Form der Tomahawk wird vom Stamm der Omaha und anderen Stämmen der Plains-Indianer benutzt.